# قاي بريتون
قاي بريتون هو إشعاعاتي ‏ وطبيب كندي، ولد في 1 أبريل 1950 في سان هياسنت في كندا.